# 대전MBC 정오의 희망곡
대전MBC 정오의 희망곡은 대전MBC FM4U(FM 97.5MHz)에서 평일 낮 12시부터 방송되는 대전세종충남지역의 라디오 프로그램이다.

## 역사
1983년 9월 26일 대전MBC FM4U 개국과 함께 방송을 시작했다. 원래는 매일 방송이었으나, 2020년 11월 16일부터 평일 방송으로 축소되었다.

## 역대 방송시간
| 방송 채널    | 방송 기간                          | 방송 시간                 |
| ------------ | ---------------------------------- | ------------------------- |
| 대전MBC FM4U | 1983년 9월 26일 ~ 2020년 11월 15일 | 매일 낮 12:00 ~ 오후 1:57 |
| 대전MBC FM4U | 2020년 11월 16일 ~ 현재            | 평일 낮 12:00 ~ 오후 1:57 |

## 코너 안내

### 월요일
- 주말 사진전
- 정오의 핫찾남 (with 박찬규)
- 네버엔딩 뮤직

### 화요일
- 12시의 빅매치
- 뮤직 알고리즘 (with 유수빈 음악감독)
- 공감 문자

### 수요일
- 퀵배쏭! 오늘 도착
- 별의 별, 별걸 다 퀴즈 (with 나다윤 리포터)
- 전체 듣기, 처음부터 지금까지

### 목요일
- 정오의 금쪽이 상담실 (with 이윤주 리포터)
- 초성 퀴즈

### 금요일
- 선곡 Up & Down
- 흔들리는 노래 속에서 그 가사가 느껴진 거야

## 같이 보기
- 정오의 희망곡